# Tripteroides purpuratus
Tripteroides purpuratus är en tvåvingeart som först beskrevs av Edwards 1921.  Tripteroides purpuratus ingår i släktet Tripteroides och familjen stickmyggor.
Artens utbredningsområde är Fiji. Inga underarter finns listade i Catalogue of Life.